# Dialektikê. Cahiers de typologie analytique
La revue Dialektikê. Cahiers de typologie analytique fut une revue scientifique d'archéologie préhistorique publiée de 1973 à 1987. Éditée par le Centre de palethnographie stratigraphique d'Arudy et dirigée par Georges Laplace, elle fut précédée par la publication, en 1972, du fascicule unique du périodique intitulé Cahiers de typologie analytique  (ISSN 1147-114X).

## Thèmes traités
Issus des « Séminaires internationaux de typologie » tenus chaque année à Arudy, les articles concernaient principalement l'archéologie préhistorique, ses méthodes (en particulier l'usage de méthodes statistiques) et sa théorie, avec une attention particulière envers l'analyse typologique des industries lithiques.
D'autres articles traitaient de thèmes relatifs à la géologie, la climatologie, l'informatique, la linguistique (sémantique ou linguistique historique).

## Numérisation
La revue, publiée à faible tirage, a fait l'objet d'une numérisation en 2019, et est désormais disponible en ligne sur les plates-formes Zenodo et Archive.org.